# Csávossy család
A csávosi és bobdai báró Csávossy család egy a 19. században nemességet nyert magyar család.

## Története
A család eredeti neve Peidlhauser volt. A Torontál vármegyében lakó Ignác, 1867. július 1-jén kapott nemességet Ferenc Józseftől. Ez az Ignác vásárolta meg Csávos birtokát a királyi kincstártől Endrődy József birtokos halála után, s erről a faluról vette egyik előnevét. Belánszky-Demkó Franciskától született idősebbik fia, Gyula (1838–1911), és az ő gyermekei bárói címet kaptak 1904. november 18-án, és ezzel együtt az örökös főrendiházi tagságot is. Ignác ifjabbik fia, Béla, 31 éven keresztül országgyűlési képviselő volt, 1911-ben az uralkodó rá is kiterjesztette a bárói címet. A családtagok közül megemlítendő még a báróságot szerző Gyulának két fia, Ignác, a Törökbecsei járás főszolgabírája, Béla, aki földművelésügyi miniszteri fogalmazó volt, és Elemér SJ.
- Csávossy György (1915–2015) költő, színműíró, mezőgazdasági szakíró

- Csávossy-mauzóleum, Papd